# هایچوسمانلار (سیریک)
هایچوسمانلار (ترکی استانبولی: Hacıosmanlar) یک محله در ترکیه است که در ناحیهٔ سریک، آنتالیا واقع شده است. جمعیت این محله تا سال ۲۰۲۲ برابر با ۲۶۷ نفر بوده است.